# Magdalena Egger
Magdalena Egger (22 gennaio 2001) è una sciatrice alpina austriaca.

## Biografia
Originaria di Lech am Arlberg e attiva dal novembre del 2017, Magdalena Egger ha esordito in Coppa Europa il 29 novembre 2019 a Trysil in slalom gigante (31ª) e in Coppa del Mondo il 14 gennaio 2020 a Flachau in slalom speciale, senza completare la prova; ai Mondiali juniores di Narvik 2020 ha vinto la medaglia d'oro nella discesa libera, nel supergigante e nella combinata e l'anno dopo a quelli di Bansko 2021 ha conquistato la medaglia di bronzo nel supergigante. Il 27 gennaio 2022 ha conquistato a Sankt Anton am Arlberg in discesa libera il primo podio in Coppa Europa (2ª) e ai successivi Mondiali juniores di Panorama 2022 ha nuovamente vinto tre medaglie d'oro – nella discesa libera, nel supergigante e nello slalom gigante – e quella d'argento nella combinata e nella gara a squadre; il 9 marzo 2025 ha conquistato la prima vittoria in Coppa Europa, a Kitzbühel in supergigante. Non ha preso parte a rassegne olimpiche o iridate.

## Palmarès

### Mondiali juniores
- 9 medaglie:
  - 6 ori (discesa libera, supergigante, combinata a Narvik 2020; discesa libera, supergigante, slalom gigante a Panorama 2022)
  - 2 argenti (combinata, gara a squadre a Panorama 2022)
  - 1 bronzo (supergigante a Bansko 2021)

### Coppa del Mondo
- Miglior piazzamento in classifica generale: 79ª nel 2025

### Coppa Europa
- Miglior piazzamento in classifica generale: 4ª nel 2024
- 7 podi:
  - 1 vittoria
  - 5 secondi posti
  - 1 terzo posto

#### Coppa Europa - vittorie
| Data         | Località  | Paese   | Specialità |
| ------------ | --------- | ------- | ---------- |
| 9 marzo 2025 | Kitzbühel | Austria | SG         |

Legenda:

SG = supergigante

### Campionati austriaci
- 1 medaglia:
  - 1 oro (supergigante nel 2022)